# Abbazia di Santa Maria di Faifoli
L’Abbazia di Santa Maria di Faifoli si trova a Montagano, in provincia di Campobasso (Molise).

## Storia
Nell'area del centro sannitico di Fagifulae, divenuto successivamente municipio romano, nacque in epoca medioevale una comunità benedettina dalla quale si sviluppò l'abbazia di Santa Maria di Faifula.
Le prime fonti storiche sull'abbazia risalgono al 1134. Nel 1230 l'abbazia accolse per la prima volta Pietro Angelerio, futuro papa Celestino V, che tornò successivamente a Faifoli nel 1276 come abate, chiamato dall'arcivescovo di Benevento Capoferro per risolvere il contenzioso con Simone Santangelo, feudatario di Montagano. Carlo I d'Angiò con una lettera del 27 settembre 1278 chiese al giustiziere di Terra di Lavoro di fermare i soprusi del feudatario di Montagano, ma, vista l'inefficacia del richiamo, l'abate trasferì i monaci al monastero di San Giovanni in Piano, presso Apricena.
Da allora iniziò una fase di progressiva decadenza. L'abbazia rimase benedettina fino al 1808, alla soppressione dell'ordine da parte dei francesi. Gli ultimi monaci proprietari dell'abbazia furono della congregazione dei Celestini di Benevento, ai quali subentrarono dei privati fino alla cessione della chiesa al comune di Montagano il 28 febbraio 1998.

## Architettura
Dell'abbazia rimane la chiesa, caratterizzata da una facciata a capanna con il portale gotico con archi a sesto acuto, sopra il quale si trova dapprima una piccola nicchia e poi un finestrone semicircolare. Un'iscrizione incisa sul capitello di sinistra fa risalire il portale al 1263.
L'interno è a tre navate, con la centrale di larghezza doppia rispetto alle laterali. Sui sei pilastri quadrati che suddividono le navate e sui quali si poggiano degli archi a tutto sesto, si trovano due lapidi che ricordano i lavori di restauro commissionati dal cardinale Orsini.
La chiesa conserva una statua lignea della Madonna, detta dell'Incoronata, con la Vergine seduta su un tronco d'albero al posto dell'usuale trono. Altra opera di rilievo è un quadro del 1705 della Vergine con il Bambino in braccio.